# JJ20 FINAL LAP世界巡迴演唱會
JJ20 FINAL LAP世界巡迴演唱會（英語：JJ20 FINAL LAP World Tour），是新加坡男歌手林俊傑第6次大型巡迴演唱會「JJ20」的延伸升级版，首站于2024年12月28日至29日在新加坡国家体育场举行，最终站于2025年6月27日至7月13日期间在北京国家体育场举行，足迹遍布四大洲，共27场演出。巡演由林俊杰创立的JFJ Productions出品，台北音乐全程统筹，常驻表演嘉宾为Jasmine Sokko。
此輪巡演除了此前已经去过的新加坡国家体育场、马来西亚吉隆坡武吉加里尔国家体育场和中国北京国家体育场，还登上台北大巨蛋和香港启德主场馆开唱，使林俊杰成为首位连续在华人地区五大场馆开唱的歌手。北京站更是以超580万的最终想看人数，高居票务平台截至目前本年度演唱会想看人数断层第一。

## 背景及发展
庆祝出道20周年，林俊杰于2022年11月起展开「JJ20世界巡回演唱会」，历时两年于2024年11月收官，在亚洲、北美洲、欧洲、大洋洲40个城市共举办77场，累计动员260万观众。2024年11月7日，林俊杰通过社交媒体宣布，将启动「JJ20 FINAL LAP世界巡回演唱会」，率先公布15个巡演城市，首站于新加坡起跑，还将首次到波士頓、舊金山、首爾等城市開唱。随后飞凡娱乐宣布了首站新加坡的场次信息。12月2日，JFJ Productions和环球娱乐宣布了巡演于北美的5个场次。2024年12月28日至29日，林俊杰携「JJ20」回归新加坡，带来了全新的「JJ20 FINAL LAP」巡演首演，歌单编排、服装造型、演出视觉、舞台及灯光设计等均为全新的设计，诚意满满，两晚现场座无缺席，共有6万名观众参与。
2025年1月，JFJ Productions先后宣布了巡演于欧洲和澳洲的场次。2月，林俊杰迈向全世界，率先在北美洲开启5座城市的演出。首站于洛杉矶传奇场地论坛体育馆举行，成为首位在此全售罄的华人歌手。而在多伦多站现场更是座无虚席，动员超过14,000名观众，是林俊杰在北美演出史上單場人數的最高纪录。3月2日，JFJ Productions宣布了巡演于亚洲场次，分别于5月在吉隆坡举行1场、而后在香港举行2场，6月在台北举行2场，以及韩国首尔举行1场。3月，欧洲巡演落地，分别在英国伦敦最知名的场馆O2体育馆和位于法国巴黎的欧洲最大的室内体育馆巴黎拉德芳斯体育馆举办。4月，大洋洲巡演接棒启动，悉尼库多斯银行体育馆与墨尔本罗德·拉沃竞技场再度迎来林俊杰。
5月10日，林俊杰第三次登上吉隆坡武吉加里尔国家体育场开唱，演出动员5万名观众，创造了他于此地的纪录。5月14日，JFJ Productions宣布了巡演最终站北京的场次信息，共安排9场演出，横跨3个周末。随后巡演版图持续扩展至香港启德主场馆与台北大巨蛋，使林俊杰成为首批在这两个场馆举办演唱会的歌手。6月14日至15日，巡演再度解锁新城市——首尔，尽管是首次于当地举办个人演唱会，门票在加场后仍迅速售罄，林俊杰亦成为首位在迎仕柏综艺馆开唱的华人歌手。
6月27日至7月13日，「JJ20」主题世界巡回演唱会收官站于北京国家体育场一连3周共举办9场演唱会，累計吸引超過50萬人次，刷新個人單一場館觀眾紀錄，完成精彩而圆满的“FINAL LAP冲线”。

## 制作

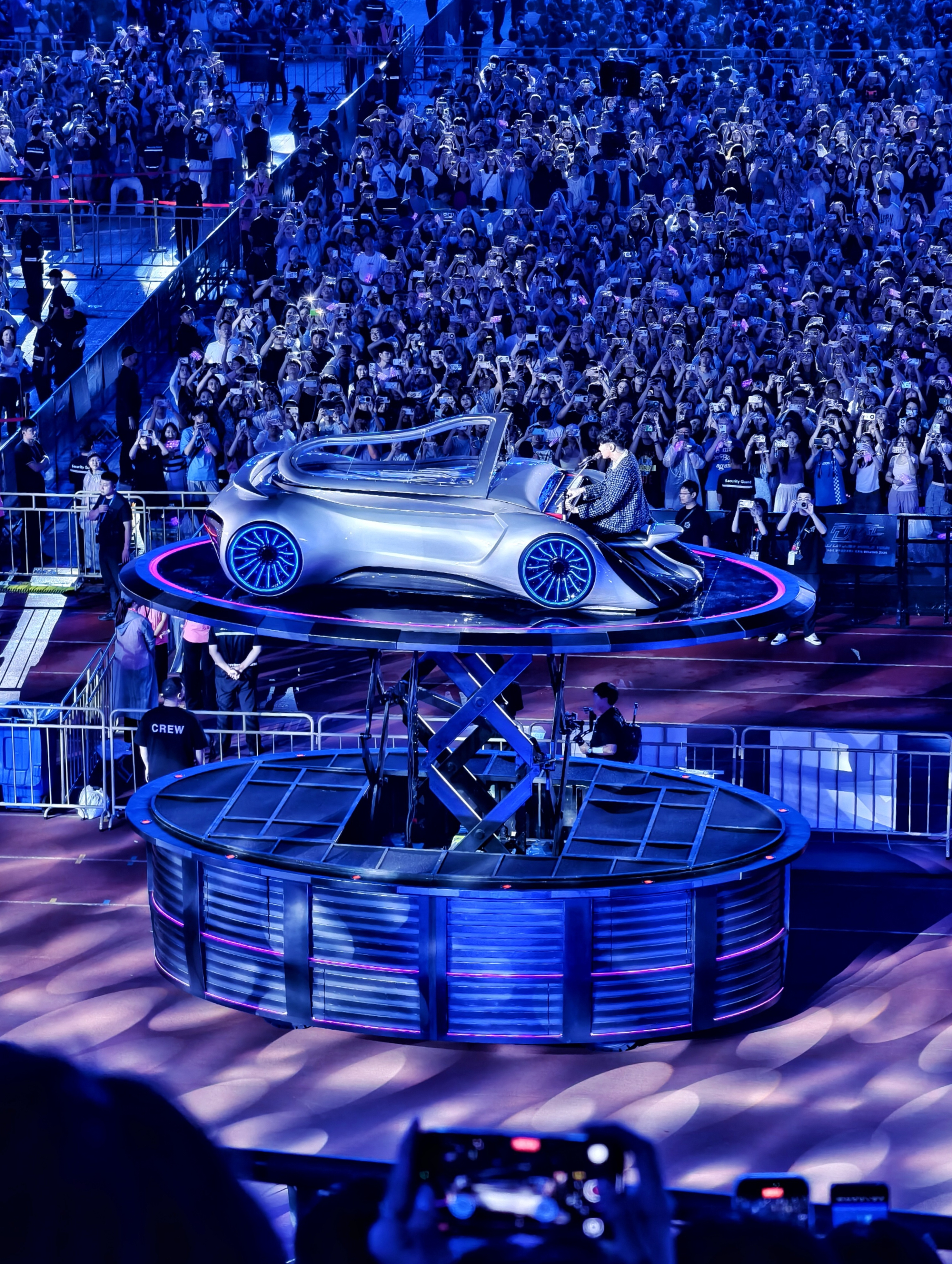
JJ20 FINAL LAP演唱会北京站跑车造型钢琴移动舞台

「JJ20 FINAL LAP世界巡迴演唱會」制作成本突破新台币亿元大关，相较于「JJ20世界巡迴演唱會」的舞台、燈光、音響、視覺等，全部升級再進化。此次演唱会仍由台湾知名团队「必应创造」担纲制作。台北站整體舞台寬115米、高12米，延伸台設有斜坡，從1.8公尺升高至11公尺，呈現壯觀視覺景觀。共动用2,976片高透視LED屏幕，搭配1,589顆專業燈具及800顆環場燈，總計2,389顆燈具，並融合台北大巨蛋場館特性，額外增設環場燈，全面鋪滿整個場館。现场以大量高透视LED显示屏搭配嵌入式专业灯具，打造沉浸式视觉体验。而北京站史無前例的橫向開放式舞台設計，搭建了近140米巨幅大屏，現場猶如IMAX級的沉浸式體驗。延伸舞台更是突破45米，加上環場冷焰火、燈光秀、600支以上彩帶與水幕效果，让现场浪漫氛围感拉满。
舞台搭建突破传统，多数设置为横向布局，即使牺牲上万个座位，也力求营造更震撼的舞台效果。结合「FINAL LAP」赛道概念，台北站和北京站特别打造跑车造型钢琴移动舞台，在场馆内环场接受現場歌迷點歌。
演唱会造型也展现国际时尚视野，开场流蘇大衣由日本新銳設計師品牌Tanaka Daisuke特別訂製，皮革套裝則出自香港新銳設計師Angus Tsui之手。舞蹈编排由国际知名舞蹈总监Lyle Beniga操刀，他曾为贾斯汀·汀布莱克、亚瑟小子及克里斯蒂娜·阿奎莱拉编舞。本次演出更集结来自美国、丹麦、日本等地的14位顶尖舞者，带来动感震撼的舞蹈演出。

## 门票
2024年11月13日，飞凡娱乐宣布首站新加坡门票于11月22日通过Ticketmaster发售，华侨银行信用卡和借记卡会员可享11月21日独家预售。12月2日，JFJ Productions和环球娱乐公布了巡演于北美的场次，并随之陆续公布了各站的门票发售信息。2025年1月6日，JFJ Productions和魔音娱乐公布了巡演于欧洲的场次和门票发售信息。1月25日，JFJ Productions和飞凡娱乐宣布了悉尼和墨尔本场次及购票详情。3月2日，主办方公布了吉隆坡和香港站的门票发售信息，吉隆坡站于3月11日通过BookMyShow发售，香港站于3月20日发售，恒生Mastercard可于3月19日优先订购。3月14日，JFJ Productions公布了台北站门票于4月1日中午开放星展卡友优先购票，4月2日中午则全面在KKTIX启售。2025年4月7日，JFJ Productions和魔音娱乐公布了首尔站的门票发售信息。5月14日，JFJ Productions公布了北京站的门票发售信息，9场分为3次日期售卖，分别于5月22日发售周五场次、26日发售周六场次、28日发售周日场次，门票通过大麦、猫眼和巢票小程序进行售卖。而本次巡演门票除了在本地售票平台发售外，还全部上架了巡演官方APP“JJ20”，部分场次亦在中国大陆的售票平台大麦进行售卖。
| JJ20 FINAL LAP各场次门票发售日期、发售时间、售票平台及票价信息 | JJ20 FINAL LAP各场次门票发售日期、发售时间、售票平台及票价信息                   | JJ20 FINAL LAP各场次门票发售日期、发售时间、售票平台及票价信息 | JJ20 FINAL LAP各场次门票发售日期、发售时间、售票平台及票价信息 | JJ20 FINAL LAP各场次门票发售日期、发售时间、售票平台及票价信息                                          |
| 城市                                                           | 开售日期                                                                         | 开售时间                                                       | 售票平台                                                       | 票价 |
| -------------------------------------------------------------- | -------------------------------------------------------------------------------- | -------------------------------------------------------------- | -------------------------------------------------------------- | --- |
| 新加坡                                                         | 2024年11月21日 （华侨银行独家预售） 2024年11月22日 （公开发售）                  | 中午12时正 （新加坡標準時間）                                  | Ticketmaster                                                   | S$358、S$298、S$238、S$198、S$158                                                                       |
| 洛杉矶（英格尔伍德）                                           | 2024年12月9日                                                                    | 上午10时正（预售） 下午1时正（公售） （太平洋时区）            | Ticketmaster                                                   | US$398、US$348、US$298、US$248、US$208、US$168、US$138                                                  |
| 多伦多                                                         | 2024年12月12日                                                                   | 下午1时正（预售） 下午4时正（公售） （北美东部时区）           | Ticketmaster                                                   | C$488、C$388、C$328、C$288、C$228、C$188、C$128                                                         |
| 旧金山                                                         | 2024年12月15日                                                                   | 上午10时正（预售） 下午1时正（公售） （太平洋时区）            | Ticketmaster                                                   | US$398、US$348、US$298、US$248、US$208、US$168、US$138                                                  |
| 纽约                                                           | 2024年12月16日                                                                   | 下午1时正（预售） 下午4时正（公售） （北美东部时区）           | Ticketmaster                                                   | US$398、US$348、US$298、US$248、US$208、US$168、US$138、US$98                                           |
| 波士顿                                                         | 2024年12月17日                                                                   | 下午1时正（预售） 下午4时正（公售） （北美东部时区）           | Ticketmaster                                                   | US$398、US$348、US$288、US$248、US$238、US$188、US$138                                                  |
| 伦敦                                                           | 2025年1月16日（预售） 2025年1月20日（公售）                                      | 下午2时正（预售） 上午11时正（公售） （格林尼治標準時間）      | AXS The O2                                                     | £318、£278、£238、£198、£158、£108、£78                                                                 |
| 巴黎                                                           | 2025年1月20日（预售） 2025年1月23日（公售）                                      | 下午2时正 （欧洲中部时间）                                     | Ticketmaster La Défense Arena                                  | €338、€288、€238、€188、€148、€98                                                                       |
| 悉尼                                                           | 2025年2月4日（预售） 2025年2月6日（公售）                                        | 上午11时正 （澳大利亚东部标准时间）                            | Ticketek                                                       | A$458、358、288、218、148                                                                               |
| 墨尔本                                                         | 2025年2月4日（预售） 2025年2月6日（公售）                                        | 下午2时正 （澳大利亚东部标准时间）                             | Ticketek                                                       | A$458、358、288、218、148                                                                               |
| 吉隆坡                                                         | 2025年3月11日                                                                    | 上午10时正 （马来西亚标准时间）                                | BookMyShow                                                     | RM1088、888、688、488、388、288                                                                         |
| 香港                                                           | 2025年3月19日 （恒生Mastercard优先订购） 2025年3月20日 （公开发售）              | 中午12时正 （香港标准时间）                                    | Cityline                                                       | HK$1680、1380、980、680、380                                                                            |
| 台北                                                           | 2025年4月1日 （星展银行优先订购） 2025年4月2日 （公开发售）                      | 中午12时正 （台湾标准时间）                                    | KKTIX                                                          | NT$5,280、NT$4,880、NT$4,280、NT$3,880、NT$3,280、NT$2,280、NT$1,880、NT$1,280 身障票NT$2,440、NT$1,940 |
| 首尔（仁川）                                                   | 2025年4月18日 2025年4月22日 （加场）                                             | 中午12时正 （韩国标准时）                                      | INTERPARK                                                      | ₩465,000、₩340,000、₩280,000、₩200,000、₩120,000                                                        |
| 北京                                                           | 2025年5月22日 （周五场次） 2025年5月26日 （周六场次） 2025年5月28日 （周日场次） | 晚上20时正 （北京时间）                                        | 大麦 猫眼                                                      | RMB¥1,880、RMB¥1,580、RMB¥1,380、RMB¥980、RMB¥680、RMB¥380                                              |

## 曲目
以下列表为2024年12月28日新加坡站首场演出曲目，关于后续场次曲目变动请查阅下方「附注」分栏，点歌环节曲目请查阅下方「点歌环节」分栏。
VCR 1：The Timekeeper
1. 一千年以後
2. 新地球
3. 編號89757
4. Wonderland
5. 凍結

VCR 2：The Romantic
1. 心牆
2. Always Online
3. 浪漫血液

VCR 3：The Boy
1. 小酒窩
2. 彈唱
3. 自畫像
4. 簡簡單單

VCR 4：The Broken
1. 離開的那一些
2. 故事細膩
3. Like You Do

VCR 5：The Darkness
1. 殺手
2. Cyber Ritual（feat. JasmineSokko楚晴）
3. Burnout Dynasty（JasmineSokko楚晴）
4. All in Your Mind
5. Not Tonight

VCR 6：The Fighter
1. 無拘
2. 絕不絕
3. 聖所
4. 醉赤壁
5. 愛不會絕跡
6. 曹操

VCR 7：The Healer
1. 記得
2. 她說
3. 會有那麼一天（点歌环节）
4. Love U U（点歌环节）
5. 裹著心的光（点歌环节）
6. 愛笑的眼睛（点歌环节）
7. 可惜沒如果
8. 背對背擁抱
9. 修煉愛情
10. 因你而在
11. 7千3百多天
12. 不潮不用花錢
13. 江南

VCR 8：The Turn of a Page
1. 不為誰而作的歌
2. 光陰副本
3. 交換餘生

| 城市   | 日期           | 歌曲列表                                                                   |
| ------ | -------------- | -------------------------------------------------------------------------- |
| 新加坡 | 2024年12月28日 | 会有那么一天、Love U U、裹着心的光、爱笑的眼睛                             |
| 新加坡 | 2024年12月29日 | 将故事写成我们、Bedroom、第几个100天、学不会、对的时间点、翅膀             |
| 洛杉矶 | 2025年2月8日   | Die with a Smile、期待爱、不流泪的机场                                     |
| 多伦多 | 2025年2月15日  | 雪落下的声音、A Whole New World (feat. Rozette)、裹着心的光、伟大的渺小    |
| 旧金山 | 2025年2月19日  | 黑夜问白天、末日之恋、学不会、如果我还剩一件事情可以做、浪漫血液、达尔文   |
| 纽约   | 2025年2月22日  | 阴天快乐、只要有你的地方、简简单单、爱情Yogurt、一定会                     |
| 波士顿 | 2025年2月26日  | 一生的爱、会有那么一天、围墙、裂缝中的阳光、起风了                         |
| 伦敦   | 2025年3月11日  | Bedroom、只对你说、不流泪的机场、莎士比亚的天份、以后要做的事              |
| 巴黎   | 2025年3月22日  | Too Bad、茉莉雨、是你、学不会、暂时的记号、伟大的渺小、一定会              |
| 悉尼   | 2025年4月5日   | 爱与希望、只要有你的地方、不流泪的机场、熟能生巧、简简单单、转动           |
| 墨尔本 | 2025年4月11日  | 原来、达尔文、忘记                                                         |
| 吉隆坡 | 2025年5月10日  | 加油、点一把火炬、爱笑的眼睛、可以了、翅膀                                 |
| 香港   | 2025年5月24日  | 最好是、裹着心的光、Love U U                                               |
| 香港   | 2025年5月25日  | 第几个100天、学不会、生生、伟大的渺小                                      |
| 台北   | 2025年6月7日   | 会有那么一天、浪漫血液、不流泪的机场、第几个100天                          |
| 台北   | 2025年6月8日   | 茉莉雨、伟大的渺小、Love U U、爱笑的眼睛、翅膀、裂缝中的阳光、妈妈的娜鲁娃 |
| 首尔   | 2025年6月14日  | 只对你说、无尽的思念、零度的亲吻、第三人称                                 |
| 首尔   | 2025年6月15日  | 爱要怎么说出口、崇拜、想见你想见你想见你、Bedroom、Too Bad                 |
| 北京   | 2025年6月27日  | 身后、一定会、简简单单、爱笑的眼睛                                         |
| 北京   | 2025年6月28日  | 转动、白兰花、这就是爱吗、爱笑的眼睛                                       |
| 北京   | 2025年6月29日  | 独舞、茉莉雨、零度的亲吻、孰能生巧、不流泪的机场                           |
| 北京   | 2025年7月4日   | 加油、Too Bad、黑键、裂缝中的阳光、距离                                    |
| 北京   | 2025年7月5日   | 伟大的渺小、Love U U、一生的爱、一眼万年                                   |
| 北京   | 2025年7月6日   | 一时的选择、生生、最好是、会有那么一天、无尽的思念、翅膀                   |
| 北京   | 2025年7月11日  | 我继续、X、精灵、不存在的情人、忘记                                        |
| 北京   | 2025年7月12日  | 我继续、对的时间点、一千年后记得我、愿与愁、大男人小女孩、突然累了         |
| 北京   | 2025年7月13日  | 学不会、进阶、不流泪的机场、暂时的记号                                     |

- 2024年12月29日，新加坡第2场，将〈Like You Do〉更换为〈生生〉，钢琴环节未演唱〈她说〉；新加坡第2场起至后续场次，将〈浪漫血液》更换为〈关键词〉。
- 2025年2月8日，洛杉矶场起至后续场次，将〈简简单单》更换为〈当你〉，将〈Like You Do〉更换为〈那些你很冒险的梦〉，将〈All in Your Mind〉更换为〈愿与愁〉。
- 2025年3月11日，伦敦场，在〈那些你很冒险的梦〉前添加了一首歌进来，并选择了〈西界〉作为新曲目；伦敦场起至后续场次，将〈离开的那一些〉更换为〈黑夜问白天〉。另外，VCR 3 被移除，因此唱完〈关键词〉后直接进入吉他弹唱环节。
- 2025年3月22日，巴黎场起至后续场次，将〈西界〉更换为〈我还想她〉。
- 2025年5月24日，香港第1场，钢琴环节未演唱〈她说〉；另外，常驻嘉宾JasmineSokko楚晴缺席表演。
- 2025年6月7日，台北第1场，常驻嘉宾JasmineSokko楚晴缺席表演。
- 2025年6月8日，台北第2场，在〈交換餘生〉後安可〈裹著心的光〉。
- 2025年6月14-15日，首尔场，「The Fighter」环节未演唱〈无拘〉；第1场特别在〈愿与愁〉前添加了一首歌进来、并选择了〈西界〉作为新曲目，而常驻嘉宾JasmineSokko楚晴缺席第2场的表演。另外，第2场未演唱〈修炼爱情〉。
- 2025年6月27日，北京第1场起至后续场次，「The Darkness」环节〈杀手〉更换为〈明天〉，接着加唱〈黑武士〉；「The Fighter」环节未演唱〈无拘〉，并将〈圣所〉更换为〈黑暗骑士〉。常驻嘉宾JasmineSokko楚晴均缺席表演。其中第1场，为配合嘉宾颜人中的演唱，原〈冻结〉曲目位置更换为〈翅膀〉，未演唱〈当你〉。
- 2025年6月28日，北京第2场，为配合嘉宾苏慧伦的演唱，将〈小酒窝〉放在〈自画像〉后演唱。
- 2025年6月29日，北京第3场，同样将〈小酒窝〉放在〈自画像〉后演唱。
- 2025年7月4日，北京第4场起至后续场次，未播放VCR 3「The Boy」，并删掉了该环节歌曲〈自画像〉；〈那些你很冒险的梦〉更换为〈第几个100天〉。其中第4场为配合嘉宾演出，将〈她说〉放到了点歌环节结尾。
- 2025年7月11日，北京第7场起至后续场次，〈那些你很冒险的梦〉回归替换掉了〈第几个100天〉；原「The Boy」环节，又删掉一曲〈当你〉，〈小酒窝〉增加了〈丹宁执着〉和〈就是我〉；〈Not Tonight〉更换为〈Like You Do〉；〈江南〉前增加一首〈将故事写成我们〉；最后一个环节〈光阴副本〉更换为中英版各唱一半，即〈Turn Of A Page + 光阴副本〉；常驻嘉宾JasmineSokko楚晴回归。其中11日，未演唱〈修炼爱情〉。
- 2025年7月12日，北京第8场，为配合嘉宾表演，〈当你〉回归，未演唱〈丹宁执着〉和〈就是我〉。
- 2025年7月13日，北京第9场，为配合嘉宾表演，〈不为谁而作的歌〉提至〈不潮不用花钱〉后，原该位置曲目〈将故事写成我们〉和〈江南〉放到了最后一个VCR后；在〈交換餘生〉後安可〈谢幕〉。

- 2025年2月15日，多伦多，在点歌环节与观众席嘉宾Rozette合唱〈A Whole New World〉[30]。
- 2025年5月10日，吉隆坡，在〈可惜没如果〉后与嘉宾林宇中合唱〈靠岸〉和〈抢玫瑰〉[31]。
- 2025年5月24日，香港第1场，在〈故事细腻〉后与嘉宾张天赋合唱〈我还想她〉和〈记忆棉〉[32]，后来在〈可惜没如果〉后与嘉宾蔡宥绮合唱〈无杂质〉。
- 2025年5月25日，香港第2场，在〈可惜没如果〉后与嘉宾任贤齐合唱〈江南〉和〈心太软〉[33]。
- 2025年6月7日，台北第1场，在〈当你〉后与嘉宾蔡宥绮合唱〈像我的我〉和〈恶梦〉，后来在〈背对背拥抱〉后与嘉宾韦礼安合唱〈修炼爱情〉和〈如果可以〉[18]，接着与观众席嘉宾动力火车合唱〈我不知道〉[34]。
- 2025年6月8日，台北第2场，在点歌环节结束后与嘉宾A-Lin合唱〈媽媽的娜魯娃〉和〈有一種悲傷〉+〈失戀無罪〉[18]。
- 2025年6月14日，首尔第1场，在点歌环节结束后与嘉宾金钟国合唱〈Castle in the Air〉和〈恨幸福来过〉[35]。
- 2025年6月15日，首尔第2场，在〈杀手〉后与嘉宾张怀秋合唱〈Delete〉，后来在〈可惜没如果〉后与嘉宾宋雨琦合唱〈背对背拥抱〉和〈Freak〉[35]。
- 2025年6月27日，北京第1场，在〈自画像〉后与嘉宾颜人中合唱〈冻结〉，接着颜人中现场点歌清唱〈害怕〉，然后合唱〈晚安〉；后来〈可惜没如果〉后与嘉宾蔡宥绮合唱〈无杂质〉。
- 2025年6月28日，北京第2场，在〈自画像〉后与嘉宾苏慧伦合唱〈小酒窝〉和〈Lemon Tree〉；后来在点歌环节结束后与嘉宾蔡宥绮合唱〈我不在乎世界如何荒唐〉。
- 2025年6月29日，北京第3场，在〈小酒窝〉后与嘉宾蔡宥绮合唱〈像我的我〉和〈噩梦〉；后来在〈可惜没如果〉后与嘉宾张艺兴合唱〈翅膀〉以及〈Run Back To You〉[36]。
- 2025年7月4日，北京第4场，在〈黑武士〉后与嘉宾张怀秋合唱〈Delete〉，后在〈可惜没如果〉前与嘉宾李玖哲合唱〈她说〉和〈围墙〉。
- 2025年7月5日，北京第5场，在〈黑武士〉后与嘉宾张怀秋合唱〈Delete〉，后在〈可惜没如果〉后与嘉宾A-Lin合唱〈输了你赢了世界又如何〉以及新歌首唱《在月蝕裡抱緊我〉[19]。
- 2025年7月6日，北京第6场，在〈黑武士〉后与嘉宾张怀秋合唱〈Delete〉，后在〈7千3百多天〉后与嘉宾潘玮柏合唱〈不潮不用花钱〉和〈Moonlight〉[37]。
- 2025年7月11日，北京第7场，在〈可惜没如果〉后与嘉宾张信哲合唱〈背对背拥抱〉和〈过火》。
- 2025年7月12日，北京第8场，在〈小酒窝〉后与嘉宾王心凌合唱〈当你〉和〈爱你〉。
- 2025年7月13日，北京第9场，在〈不潮不用花钱〉后与嘉宾孙燕姿合唱〈不为谁而作的歌〉和〈逆光〉[3]。

## 場次列表
| 場次 | 日期           | 國家／地區     | 城市            | 場館                 | 观众人数 | 票房收入 （美元） | 嘉宾                      |
| ---- | -------------- | -------------- | --------------- | -------------------- | -------- | ----------------- | ------------------------- |
| 1    | 2024年12月28日 | 新加坡         | 新加坡          | 新加坡國家體育場     | 60,000   | 未知              | JasmineSokko楚晴          |
| 2    | 2024年12月29日 | 新加坡         | 新加坡          | 新加坡國家體育場     | 60,000   | 未知              | JasmineSokko楚晴          |
| 3    | 2025年2月8日   | 美国           | 英格爾伍德      | 起亞論壇體育館       | 未知     | 未知              | JasmineSokko楚晴          |
| 4    | 2025年2月15日  | 加拿大         | 多伦多          | 豐業銀行體育館       | 14,100   | $2,981,826        | JasmineSokko楚晴、Rozette |
| 5    | 2025年2月19日  | 美国           | 旧金山          | 大通中心             | 11,634   | $2,884,352        | JasmineSokko楚晴          |
| 6    | 2025年2月22日  | 美国           | 纽约            | 巴克萊中心           | 13,199   | $3,172,159        | JasmineSokko楚晴          |
| 7    | 2025年2月26日  | 美国           | 波士顿          | 阿甘尼斯体育馆       | 未知     | 未知              | JasmineSokko楚晴          |
| 8    | 2025年3月11日  | 英国           | 伦敦            | O2体育馆             | 未知     | 未知              | JasmineSokko楚晴          |
| 9    | 2025年3月22日  | 法國           | 巴黎            | 巴黎拉德芳斯体育馆   | 25,000   | 未知              | JasmineSokko楚晴          |
| 10   | 2025年4月5日   |                | 悉尼            | 庫多斯銀行體育館     | 11,735   | $2,167,030        | JasmineSokko楚晴          |
| 11   | 2025年4月11日  | 墨尔本         | 罗德·拉沃竞技场 | 未知                 | 未知     |                   | JasmineSokko楚晴          |
| 12   | 2025年5月10日  | 马来西亚       | 吉隆坡          | 武吉加里尔国家体育场 | 未知     | 50,000            | JasmineSokko楚晴、林宇中  |
| 13   | 2025年5月24日  | 香港           | 香港            | 啟德主場館           | 未知     | 80,000            | MC张天赋、蔡宥绮          |
| 14   | 2025年5月25日  | 香港           | 香港            | 啟德主場館           | 未知     | 80,000            | JasmineSokko楚晴、任贤齐  |
| 15   | 2025年6月7日   | 臺灣           | 台北            | 台北大巨蛋           | 80,000   | $8,840,000        | 蔡宥綺、韋禮安、動力火車  |
| 16   | 2025年6月8日   | 臺灣           | 台北            | 台北大巨蛋           | 80,000   | $8,840,000        | JasmineSokko楚晴、A-Lin   |
| 17   | 2025年6月14日  |                | 仁川            | 迎仕柏综艺馆         | 20,000   | 未知              | JasmineSokko楚晴、金钟国  |
| 18   | 2025年6月15日  | 张怀秋、宋雨琦 | 仁川            | 迎仕柏综艺馆         | 20,000   | 未知              |                           |
| 19   | 2025年6月27日  | 中国大陆       | 北京            | 國家體育場 (鸟巢)    | 500,000  | 未知              | 顏人中、蔡宥绮            |
| 20   | 2025年6月28日  | 中国大陆       | 北京            | 國家體育場 (鸟巢)    | 500,000  | 未知              | 苏慧伦、蔡宥绮            |
| 21   | 2025年6月29日  | 中国大陆       | 北京            | 國家體育場 (鸟巢)    | 500,000  | 未知              | 蔡宥绮、张艺兴            |
| 22   | 2025年7月4日   | 中国大陆       | 北京            | 國家體育場 (鸟巢)    | 500,000  | 未知              | 张怀秋、李玖哲            |
| 23   | 2025年7月5日   | 中国大陆       | 北京            | 國家體育場 (鸟巢)    | 500,000  | 未知              | 张怀秋、A-Lin             |
| 24   | 2025年7月6日   | 中国大陆       | 北京            | 國家體育場 (鸟巢)    | 500,000  | 未知              | 张怀秋、潘玮柏            |
| 25   | 2025年7月11日  | 中国大陆       | 北京            | 國家體育場 (鸟巢)    | 500,000  | 未知              | JasmineSokko楚晴、张信哲  |
| 26   | 2025年7月12日  | 中国大陆       | 北京            | 國家體育場 (鸟巢)    | 500,000  | 未知              | 王心凌、JasmineSokko楚晴  |
| 27   | 2025年7月13日  | 中国大陆       | 北京            | 國家體育場 (鸟巢)    | 500,000  | 未知              | JasmineSokko楚晴、孙燕姿  |

## 人员
| 出品方 - 出品/节目制作－JFJ Productions - 监制－林俊杰、徐佩云 - 运营总监－陈鹏泽 - 艺人经纪－徐佩云 - 执行经纪－孙凡崴 - 艺人助理－彭靖深 - 数字营销执行经纪－陈淑珍 - 数字创意执行制作－万怀祖 - 行政统筹－郑侑恩 主办单位 - 巡演统筹－台北音乐 - 新加坡/悉尼/墨尔本/吉隆坡－飛凡娛樂 - 洛杉矶/旧金山/纽约/波士顿－环球娱乐 - 多伦多－Yo Creative Event - 伦敦/巴黎/首尔－魔音娱乐 - 香港－耀荣文化 - 台北－覺頂文化、JFJ Productions - 北京－时代立方 赞助商 - 香港－保诚保险 - 台北－星展银行 演出团队 - 音乐制作－JFJ Productions - 音乐总监－林俊杰、Troy Laureta - 音乐统筹－黄冠龙 - 编曲－Troy Laureta、Terence Teo、吴庆隆、Tat Tong、黄冠龍、赖暐哲 - 乐队总监－Troy Laureta、黄冠龙 - 键盘－Troy Laureta、蔡政勋 - 吉他－Andre Frappier、黄冠龙、Jamie Wilson - 低音吉他－Kern Brantley - 鼓手－Joseph Otis、王冠翔 - 第一小提琴－张暐姗、Sayuri Kuru、黄婧荟 - 第二小提琴－张𬀩伃、刘文心 - 中提琴－马萱、王丹丹、袁绎晴 - 大提琴－Sasha Ono、莊家歡 - 和音－洪俊扬、陈怀恩、杨佳盈 (插班生)、陈迪雅 (插班生) - 电脑音乐编程－魏百谦 - 执行制作－黄冠龙、周信廷、蔡凯昇 - 舞蹈总监－Lyle Beniga - 舞蹈员－Deavon Walden、Roy Cho、Daesun Cupid、KJ Nierva、Jasper Sanchez、Hope Golida、Ania Crist、Shiori Murayama、Maya Fattal、Jada E'vai Walker、Sam Schmali、Aidan Lynch、Jesse Lloyd、NoraMassisimo - 舞者管理－Olivia Chen | 演唱会制作主要人员 - 制作人－周佑洋、庄惟惞 - 执行导演－李宜萤 - 巡回技术经理－秦俊杰 - 巡回技术执行－温海波 - 执行制作－廖展榕、郭家妤、林纪妤、郑温秀 - 舞台設計－必应创造 林沂柔 - 舞台设计执行－必应创造 黄孟莹 - 灯光设计－必应创造 卓明勋、施皓哲 - 灯光执行－卓明勋、王庭轩 - 追光执行－赖思颖 - 镭射设计－华烁激光 夏振捷、林绍纬 - 镭射执行－华烁激光 林绍纬、陈奕勛 - 现场导播－刘名峯 - 助理导播－何玉萍 - 外场音响工程师－Scottie Baldwin - 舞台监听工程师－Gene Chan - 音响执行－Mile Suen - 音响系统工程师－黄振安、李清煌 - 视觉统筹－戴婉婷、吴翔政、翁靖惠 - 视觉设计团队－甘蔗影像、趋光影像、形影像工作室、必应创造 - VCR总导演－陈奕仁 - VCR制作单位－仙草影像 - 化妆－高秀雯 - 发型－胡智豪 - 造型－赖妍筑 |

该幕后名单来源自JFJ Productions微博，集结2024年新加坡场、2025年欧洲、澳洲场次巡演人员名单，但个别场次人事可能会出现变动。

## 外部鏈接
- YouTube上的JJ20 FINAL LAP世界巡迴演唱會播放列表